# Terminalul (film)
Terminalul (titlu original: The Terminal) este un film american din 2004 produs și regizat de Steven Spielberg. Rolurile principale au fost interpretate de actorii Tom Hanks, Catherine Zeta-Jones și Stanley Tucci.

## Prezentare
Filmul este despre un bărbat din Europa de Est care este blocat în terminalul Aeroportului Internațional John F. Kennedy din New York când i se interzice intrarea în Statele Unite și, în același timp, nu se poate întoarce în țara natală din cauza unei lovituri militare de stat.
Viktor Navorski, un călător din Krakozhia, sosește pe Aeroportul Internațional John F. Kennedy din New York și află că, în timp ce se afla în aer, în țara sa a avut loc o lovitură de stat. Statele Unite nu recunosc noul guvern al Krakozhiei, ceea ce face ca pașaportul lui Viktor să fie considerat invalid, iar el nu poate nici să intre în Statele Unite, nici să se întoarcă în Krakozhia. Serviciul Vamal și de Protecție a Frontierelor din SUA îi confiscă pașaportul și biletul de întoarcere, până la rezolvarea situației, lăsându-l blocat în aeroport cu doar bagajele și o cutie de arahide Planters.
Frank Dixon, comisarul interimar al aeroportului, îi spune lui Viktor să rămână în zona de tranzit până când situația se va rezolva, dar devine hotărât să-l facă pe Viktor problema altcuiva. Încearcă să-l tenteze să plece ilegal, ordonând paznicilor să se retragă de la ieșire timp de cinci minute, însă planul eșuează. Apoi, Dixon încearcă să-l convingă pe Viktor să ceară azil, dar acesta refuză, deoarece nu se teme să se întoarcă în propria țară.
Viktor găsește o poartă aflată în renovare și o transformă în locuința sa. Fiind luat în calcul pentru o promovare, Dixon devine din ce în ce mai obsedat de ideea de a scăpa de Viktor. Între timp, Viktor începe să citească ghiduri turistice pentru a învăța limba engleză.
Are întâlniri repetate cu Gupta Rajan, un îngrijitor în vârstă și morocănos, cu care ajunge treptat să lege o prietenie. De asemenea, se împrietenește cu Joe Mulroy, un manipulator de bagaje care joacă poker, pariind obiecte din bagajele pierdute. Enrique Cruz, un șofer de camion de la serviciul de catering, îi oferă lui Viktor mese gratuite în schimbul ajutorului pentru a o cuceri pe Dolores Torres, o ofițeră de imigrare cu care Viktor devenise prieten.
Viktor își demonstrează îndemânarea în construcții atunci când renovează un perete într-un terminal aflat în reamenajare. Constructorii aeroportului presupun că este angajat și îl plătesc „la negru”. De asemenea, începe o relație cu Amelia, o însoțitoare de bord implicată într-o relație complicată cu un oficial guvernamental căsătorit.
În timpul unei vizite a superiorilor săi, Dixon îi cere ajutorul lui Viktor pentru a comunica cu un bărbat rus care încearcă disperat să ducă acasă medicamente pentru tatăl său pe moarte. Dixon este hotărât să refuze solicitarea bărbatului din cauza unei probleme cu actele, însă Viktor îl ajută să ocolească regulile, ceea ce îl înfurie și îl face de rușine pe Dixon. Acesta îl amenință pe Viktor și îi spune că nu îl va lăsa niciodată să intre în Statele Unite. Incidentul este observat de superiorii lui Dixon, care îl privesc cu dispreț înainte de a pleca, în timp ce Viktor devine o legendă printre angajații terminalului pentru că l-a ajutat pe bărbat și a avut curajul să-i țină piept lui Dixon.
Dixon o reține pe Amelia și o interoghează în legătură cu Viktor. Amelia, care își dă seama că Viktor nu a fost complet sincer, îl confruntă la locuința lui improvizată, unde acesta îi arată că în cutia de arahide Planters se află o copie a fotografiei „A Great Day in Harlem”. Tatăl său, pasionat de jazz, descoperise fotografia într-un ziar maghiar în 1958 și și-a propus să adune autografele tuturor celor 57 de muzicieni care apar în imagine. Toate aceste autografe se află în cutie, alături de fotografie. Tatăl său a murit mai având nevoie doar de semnătura saxofonistului Benny Golson, iar Viktor a venit la New York ca să o obțină. După ce aude povestea, Amelia îl sărută pe Viktor.
La nouă luni după ce a sosit, Viktor află că războiul din Krakozhia s-a încheiat. Amelia îi dezvăluie că iubitul ei căsătorit i-a obținut lui Viktor o viză de urgență valabilă pentru o zi, astfel încât să-și poată îndeplini visul, dar îi mărturisește și că a reluat relația cu acel bărbat.
Când prezintă viza de urgență la vamă, Viktor este informat că aceasta trebuie semnată de Dixon. Totuși, cum pașaportul lui Viktor este din nou valabil, Dixon este hotărât să-l deporteze înapoi în Krakozhia. Îl avertizează că, dacă nu pleacă imediat acasă, îi va urmări penal prietenii din aeroport pentru activitățile lor ilegale, cel mai grav fiind cazul lui Gupta, pe care intenționează să-l deporteze în India pentru a fi judecat pentru agresarea unui polițist corupt. Viktor acceptă în cele din urmă să se întoarcă acasă, dar Gupta întârzie avionul alergând în fața acestuia și este reținut de autorități.
Îmbărbătat de gestul prietenului său, Viktor decide să părăsească aeroportul. Mai mulți angajați ai aeroportului se grăbesc să-și ia rămas-bun, dar Dixon le ordonă ofițerilor să-l oprească pe Viktor la ieșire. Dezamăgiți de atitudinea lui Dixon, aceștia îl lasă totuși să plece. Dixon ajunge la stația de taxiuri la doar câteva momente după ce Viktor a plecat, dar are o schimbare de atitudine și le spune ofițerilor să se ocupe de pasagerii care sosesc, în loc să pornească în urmărirea lui. Viktor ajunge la hotelul unde cântă Golson și obține în sfârșit ultimul autograf, apoi ia un taxi înapoi spre aeroport pentru a se întoarce acasă.
Filmul este parțial inspirat din povestea reală a lui Mehran Karimi Nasseri, care a locuit în Terminalul 1 al Aeroportului Charles de Gaulle din Paris, Franța, între 1988 și 2006.
După ce a terminat filmul Catch Me If You Can (2002), Steven Spielberg a decis să regizeze The Terminal deoarece își dorea să facă un film „care să ne facă să râdem, să plângem și să ne simțim bine în legătură cu lumea”. Deoarece niciun aeroport potrivit nu a fost dispus să-și ofere spațiul pentru filmări, a fost construit un decor complet funcțional într-un hangar mare de la Aeroportul Regional LA/Palmdale, iar majoritatea scenelor exterioare din film au fost filmate pe Aeroportul Internațional Montreal–Mirabel.
Filmul a fost lansat în America de Nord pe 18 iunie 2004, primind în general recenzii pozitive și fiind un succes comercial, cu încasări de 219 milioane de dolari la nivel mondial.

## Producție
Ideea pentru film ar fi putut avea la origine povestea lui Mehran Karimi Nasseri, cunoscut și sub numele de Sir Alfred, un refugiat iranian care a locuit în Terminalul 1 al Aeroportului Charles de Gaulle din Paris, între 1988 și 2006. În septembrie 2003, The New York Times a menționat că Steven Spielberg a cumpărat drepturile asupra poveștii de viață a lui Nasseri ca sursă de inspirație pentru film, iar în septembrie 2004, The Guardian a notat că Nasseri a primit mii de dolari din partea realizatorilor filmului. Totuși, niciun material promoțional al studioului nu menționează povestea lui Nasseri ca sursă de inspirație, iar firul narativ nu are nicio asemănare cu experiențele acestuia. Filmul francez Lost in Transit din 1993 era deja bazat pe aceeași poveste.
Spielberg a călătorit în jurul lumii pentru a găsi un aeroport real care să-i permită să filmeze pe durata întregii producții, dar nu a găsit niciunul. Decorul pentru The Terminal a fost construit într-un hangar imens de la Aeroportul Regional LA/Palmdale. Hangarul, parte a complexului U.S. Air Force Plant 42, fusese folosit pentru construirea bombardierului Rockwell International B-1B. Decorul a fost construit respectând în totalitate normele antiseismice și a fost inspirat de Aeroportul din Düsseldorf. Forma atât a terminalului real, cât și a decorului, privită din lateral, este o secțiune transversală a unei aripi de avion.
Datorită acestui design, filmul a fost unul dintre primele care au folosit Spidercam-ul. Această cameră, folosită în mod obișnuit la transmisiunile sportive, i-a permis lui Spielberg să creeze cadre ample, dinamice, pe întreaga suprafață a decorului. Designul decorului pentru The Terminal, așa cum a fost remarcat de Roger Ebert în recenziile sale și confirmat de Spielberg într-un articol publicat de revista Empire, a fost puternic inspirat de filmul clasic PlayTime al lui Jacques Tati.
Tom Hanks și-a bazat interpretarea personajului Viktor Navorski pe socrul său, Allan Wilson, un imigrant bulgar care vorbește „rusă, turcă, poloneză, greacă, puțin italiană, puțin franceză”, pe lângă bulgara sa maternă. Hanks a fost ajutat și de un traducător bulgar.

## Coloana sonoră
Emily Bernstein a interpretat partitura la clarinet, inclusiv câteva solo-uri, iar numele ei apare în genericul de final al filmului. În mod normal, muzicienii individuali din orchestrele de studio rămân anonimi, dar Spielberg a insistat ca munca lui Bernstein să fie evidențiată; ea urma un tratament pentru cancer în perioada înregistrărilor și a murit la mai puțin de un an după aceea.

## Box Office
Filmul The Terminal a avut încasări de 77,9 milioane de dolari în America de Nord și 141,2 milioane de dolari în alte teritorii, însumând un total de 219,4 milioane de dolari la nivel mondial.
În weekendul de lansare, filmul a încasat 19,1 milioane de dolari, clasându-se pe locul al doilea, iar în al doilea weekend a obținut 13,1 milioane de dolari, coborând pe locul al treilea.

## Distribuție
- Tom Hanks - Viktor Navorski
- Catherine Zeta-Jones - Amelia Warren
- Stanley Tucci - Frank Dixon
- Chi McBride - Joe Mulroy
- Diego Luna - Enrique Cruz
- Barry Shabaka Henley - Judecător Thurman
- Kumar Pallana - Gupta Rajan
- Zoë Saldaña - Dolores Torres
- Eddie Jones - Richard Salchak
- Jude Ciccolella - Karl Iverson
- Corey Reynolds - Waylin
- Guillermo Diaz - Bobby Alima
- Rini Bell - Nadia
- Valery Nikolaev - Milodragovich
- Michael Nouri - Max
- Benny Golson - rolul său
- Mark Ivanir - Cab Driver Goran
- Scott Adsit - Cab Driver
- Dan Finnerty - Cliff